# العلاقات اليمنية البلغارية
العلاقات اليمنية البلغارية هي العلاقات الثنائية التي تجمع بين اليمن وبلغاريا.

## مقارنة بين البلدين
هذه مقارنة عامة ومرجعية للدولتين:
| وجه المقارنة                                              | اليمن         | بلغاريا                                                                             |
| --------------------------------------------------------- | ------------- | ----------------------------------------------------------------------------------- |
| المساحة (كم2)                                             | 555.00 ألف    | 110.99 ألف                                                                          |
| عدد السكان (نسمة)                                         | 28.25 مليون   | 7.08 مليون                                                                          |
| الكثافة السكانية (ن./كم²)                                 | 50.9          | 63.79                                                                               |
| العاصمة                                                   | صنعاء، عدن    | صوفيا                                                                               |
| اللغة الرسمية                                             | اللغة العربية | اللغة البلغارية                                                                     |
| العملة                                                    | ريال يمني     | ليف بلغاري                                                                          |
| الناتج المحلي الإجمالي (بليون دولار)                      | 18.21 مليار   | 56.83 مليار                                                                         |
| الناتج المحلي الإجمالي (تعادل القوة الشرائية) بليون دولار | 75.69 مليار   | 130.99 مليار                                                                        |
| الناتج المحلي الإجمالي الاسمي للفرد دولار أمريكي          | 1.41 ألف      | 8.03 ألف                                                                            |
| الناتج المحلي الإجمالي للفرد دولار أمريكي                 |               | 17.21 ألف                                                                           |
| مؤشر التنمية البشرية                                      | 0.498         | 0.782                                                                               |
| رمز المكالمات الدولي                                      | +967          | +359                                                                                |
| رمز الإنترنت                                              | .ye           | .bg، .бг ‏                                                                           |
| المنطقة الزمنية                                           | ت ع م+03:00   | ت ع م+02:00، ت ع م+03:00، أوروبا/صوفيا ‏، توقيت شرق أوروبا، توقيت شرق أوروبا الصيفي ‏ |

## منظمات دولية مشتركة
يشترك البلدان في عضوية مجموعة من المنظمات الدولية، منها:
| علم المنظمة | اسم المنظمة                               | تاريخ انضمام اليمن | تاريخ انضمام بلغاريا |
| ----------- | ----------------------------------------- | ------------------ | -------------------- |
|             | يونسكو                                    | 2 أبريل 1962       | 17 مايو 1956         |
|             | مؤسسة التمويل الدولية                     | 22 مايو 1970       | 22 يوليو 1991        |
|             | المركز الدولي لتسوية المنازعات الاستشارية | 20 نوفمبر 2004     | 13 مايو 2001         |
|             | منظمة حظر الأسلحة الكيميائية              | ?                  | ?                    |
|             | وكالة ضمان الاستثمار متعدد الأطراف        | 12 مارس 1996       | 23 سبتمبر 1992       |
|             | الاتحاد البريدي العالمي                   | ?                  | ?                    |
|             | الاتحاد الدولي للاتصالات                  | 1931               | 18 سبتمبر 1880       |
|             | منظمة الشرطة الجنائية الدولية             | ?                  | ?                    |
|             | الأمم المتحدة                             | 30 سبتمبر 1947     | 14 ديسمبر 1955       |
|             | البنك الدولي للإنشاء والتعمير             | 3 أكتوبر 1969      | 25 سبتمبر 1990       |

## وصلات خارجية
- موقع وزارة الخارجية البلغارية